# Kelly-Gletscher
Der Kelly-Gletscher ist ein steiler Gletscher im ostantarktischen Viktorialand. In den Admiralitätsbergen fließt er vom Mount Peacock in südwestlicher Richtung zum Tucker-Gletscher, den er unmittelbar südlich des Mount Titus erreicht.
Der United States Geological Survey kartierte ihn anhand eigener Vermessungen und Luftaufnahmen der United States Navy aus den Jahren von 1960 bis 1962. Das Advisory Committee on Antarctic Names benannte ihn 1964 nach Leutnant Anthony J. Kelly von der US Navy, medizinischer Offizier auf der Hallett-Station im Jahr 1961.